# Otto II. (Braunschweig-Harburg)
Otto II. von Braunschweig-Harburg, auch der Jüngere oder der Berühmte genannt (* 25. September 1528 in Harburg; † 26. Oktober 1603 in Harburg) war von 1549 bis zu seinem Tod Inhaber der Herrschaft Harburg.

## Leben
Otto war der älteste Sohn des Herzogs Otto I. von Braunschweig-Harburg (1495–1549) aus dessen Ehe mit Meta von Campe († 1580). Otto erhielt eine fürstliche Erziehung.
Die Nachfolge Ottos als Herzog von Braunschweig-Harburg wurde durch das Haus Braunschweig-Lüneburg infolge der Unebenbürtigkeit der Ehe seiner Eltern nicht anerkannt. Begünstigt durch Kaiser Ferdinand I. erneuerte Otto mehrfach seine Ansprüche und schließlich wurde 1560 mit Lüneburg ein Vergleich erzielt und Otto als Nachfolger in der Herrschaft Harburg bestätigt, die noch um Moisburg erweitert wurde. Otto setzte die Bautätigkeiten seines Vaters am Schloss Harburg fort, welches er zu einer fürstlichen Residenz umgestalten ließ und 1551 endgültig bezog. Im Jahr 1560 begann der Ausbau der Schlosskapelle.
Für die Einrichtung von Ottos Hofhaltung wurden Sonderabgaben und Steuererhöhungen angeordnet, was zu Unzufriedenheit führte. Durch mehrfache Pestepidemien zwischen 1561 und 1577 schrumpfte die Bevölkerung. Die Ansiedlung von Juden und anderer christlicher Glaubensrichtungen wurde nicht geduldet. Zur Förderung des Salzhandels ließ Otto mit lüneburgischer Erlaubnis in Harburg ein Salzmagazin errichten, das jedoch nicht den erwarteten Erfolg brachte.
Otto II. unterzeichnete die Konkordienformel von 1577 und das Konkordienbuch von 1580.

## Ehen und Nachkommen
In erster Ehe heiratete Otto am 8. September 1551 Margarete (1530–1559), Tochter des Grafen Johann Heinrich von Schwarzburg-Leutenberg. Sie starb am 16. März 1559 im Wochenbett. Das Paar hatte folgende Kinder:
- Elisabeth (1553–1618) ⚭ 1582 Graf Erik Brahe von Visingsborg (1552–1614)
- Otto Heinrich (1555–1591) ⚭ 1588 Marie de Henin-Lietard († 1606)
- Johann Friedrich (* 23. Februar 1557; † 21. Februar 1619), verzichtete auf die Regierung
- unbek. Tochter († 18. März 1559, kurz nach Geburt)

Danach vermählte sich Otto in zweiter Ehe am 8. Oktober 1562 mit Hedwig von Ostfriesland (1535–1616), Tochter des Grafen Enno II. von Ostfriesland, mit der er folgende Kinder hatte:
- Wilhelm August (1564–1642), Herzog von Braunschweig-Harburg
- Enno (* 1. Dezember 1565; † 1600), starb an Pocken
- Anna Margarete (1567–1643), Pröpstin im Stift Quedlinburg
- Heinrich (1568–1569)
- Hedwig (* 20. August 1569; † 6. März 1620)
- Christoph (1570–1606), Herzog von Braunschweig-Harburg ⚭ 1604 Prinzessin Elisabeth von Braunschweig-Wolfenbüttel (1567–1618)
- Otto III. (1572–1641), Herzog von Braunschweig-Harburg ⚭ 1621 Prinzessin Hedwig von Braunschweig-Wolfenbüttel (1580–1657)
- Johann (* 19. Juni 1573; † 13. August 1625)
- Elisabeth (1574–1575)
- Katharina Sophia (* 6. Mai 1577; † 16. September 1665) ⚭ Graf Hermann von Holstein-Schaumburg (1575–1634), Sohn von Jobst II. (Schaumburg)
- Friedrich (* 6. September 1578; † 16. Februar 1605), gefallen in der Schlacht bei Kirchholm
- August Friedrich (1580–1580)